# Olympische Winterspiele 1972/Teilnehmer (Großbritannien)
| Gelbes Symbol für Goldmedaillen mit stilisierten Olympischen Ringen | Graues Symbol für Silbermedaillen mit stilisierten Olympischen Ringen | Braundes Symbol für Bronzemedaillen mit stilisierten Olympischen Ringen |
| ------------------------------------------------------------------- | --------------------------------------------------------------------- | ----------------------------------------------------------------------- |
| —                                                                   | —                                                                     | —                                                                       |

Das Vereinigte Königreich nahmen an den Olympischen Winterspielen 1972 im japanischen Sapporo mit einer Delegation von 37 Athleten, 30 Männer und sieben Frauen, teil.
Seit 1924 war es die elfte Teilnahme des Vereinigten Königreichs an Olympischen Winterspielen.

## Flaggenträger
Der Bobfahrer Mike Freeman trug den Union Jack, die  Nationalflagge des Vereinigten Königreichs Großbritannien und Nordirland, während der Eröffnungsfeier im Makomanai-Stadion.

## Teilnehmer nach Sportarten

### Ski Alpin
Damen
- Carol Blackwood
Abfahrt: 38. Platz – 1:44,61 min
Riesenslalom: 35. Platz – 1:43,96 min
Slalom: DNF
- Divina Galica
Abfahrt: 26. Platz – 1:41,58 min
Riesenslalom: 7. Platz – 1:32,72 min
Slalom: 15. Platz – 1:40,50 min
- Gina Hathorn
Abfahrt: 25. Platz – 1:41,42 min
Riesenslalom: 14. Platz – 1:33,57 min
Slalom: 11. Platz – 1:36,18 min
- Valentina Iliffe
Abfahrt: 23. Platz – 1:41,36 min
Riesenslalom: 26. Platz – 1:36,68 min
Slalom: DNF

Herren
- Konrad Bartelski
Abfahrt: 43. Platz – 2:02,71 min
Riesenslalom: DNF
Slalom: DNF
- Iain Finlayson
Abfahrt: 50. Platz – 2:06,50 min
Riesenslalom: DNF
Slalom: 28. Platz – 2:10,55 min
- Alex Mapelli-Mozzi
Abfahrt: 37. Platz – 2:00,28 min
Riesenslalom: DSQ
Slalom: DNF
- Royston Varley
Abfahrt: 33. Platz – 1:58,53 min
Riesenslalom: DNF
Slalom: 26. Platz – 2:07,85 min

### Biathlon
Herren
- Malcolm Hirst
Einzel (20 km): 53. Platz – 1:34:55,59 h; 14 Fehler
Staffel (4 × 7,5 km): 11. Platz – 2:01:38,84 h; 5 Fehler
- Alan Notley
Einzel (20 km): 43. Platz – 1:28:48,72 h; 7 Fehler
Staffel (4 × 7,5 km): 11. Platz – 2:01:38,84 h; 5 Fehler
- Jeffrey Stevens
Einzel (20 km): 26. Platz – 1:23:28,95 h; 4 Fehler
Staffel (4 × 7,5 km): 11. Platz – 2:01:38,84 h; 5 Fehler
- Keith Oliver
Einzel (20 km): 11. Platz – 1:20:40,31 h; 3 Fehler
Staffel (4 × 7,5 km): 11. Platz – 2:01:38,84 h; 5 Fehler

### Bob
Zweierbob
- Peter Clifford / John Evelyn (GBR I)
20. Platz – 5:09,01 min
- John Hammond / Michael Sweet (GBR II)
17. Platz – 5:06,96 min

Viererbob
- John Evelyn / Mike Freeman / Gomer Lloyd / Michael Sweet (GBR I)
16. Platz – 4:50,46 min
- Peter Clifford / John Hammond / Alan Jones / Jackie Price (GBR II)
15. Platz – 4:50,46 min

### Eiskunstlauf
Damen
- Jean Scott
11. Platz

Herren
- John Curry
10. Platz
- Haig Oundjian
7. Platz

Paare
- Linda Connolly / Colin Taylforth
Paarlauf: 14. Platz

### Eisschnelllauf
Herren
- John Blewitt
1500 m: 37. Platz – 2:18,96 min
5000 m: 26. Platz – 8:16,75 min
10.000 m: 23. Platz – 16:51,50 min
- David Hampton
500 m: 24. Platz – 42,59 s
1500 m: 29. Platz – 2:14,60 min
5000 m: 22. Platz – 8:07,85 min
10.000 m: 20. Platz – 16:39,01 min

### Rodeln
Herren, Einsitzer
- Rupert Deen
43. Platz – 3:55,54 min
- Richard Liversedge
42. Platz – 3:46,49 min
- Jeremy Palmer-Tomkinson
40. Platz – 3:43,61 min
- Jonnie Woodall
34. Platz – 3:40,15 min

Herren, Doppelsitzer
- Stephen Marsh / Jonnie Woodall (GBR I)
19. Platz – 1:33,82 min
- Michel de Carvalho / Jeremy Palmer-Tomkinson (GBR II)
20. Platz – 1:34,59 min

### Ski Nordisch

#### Langlauf
Damen
- Frances Lütken
5 km: 42. Platz – 19:40,17 min
10 km: 39. Platz – 40:02,73 min

Herren
- Keith Oliver
30 km: 54. Platz – 1:54:10,60 h
- Terence Palliser
15 km: 59. Platz – 54:11,98 min
30 km: 55. Platz – 1:54:39,41 h
- Peter Strong
15 km: 60. Platz – 54:41,99 min
- Harold Tobin
15 km: 61. Platz – 56:05,05 min